# 633 (numero)
Seicentotrentatré è il numero naturale dopo il 632 e prima del 634.

## Proprietà matematiche
- È un numero dispari.
- È un numero composto, con i seguenti 4 divisori: 1, 3, 211, 633. Poiché la somma dei suoi divisori (escluso il numero stesso) è 215 < 633, è un numero difettivo.
- È un numero semiprimo.
- È la somma di tre numeri primi consecutivi (199+211+223).
- È un numero palindromo nel sistema numerico binario e nel sistema di numerazione posizionale a base 14 (333). In quest'ultima base è altresì un numero a cifra ripetuta.
- È un numero malvagio.

## Astronomia
- 633 Zelima è un asteroide della fascia principale del sistema solare.
- NGC 633 è una galassia spirale della costellazione dello Scultore.

## Astronautica
- Cosmos 633 è un satellite artificiale russo.